# زوجة بالكمبيوتر (مسلسل)
زوجة بالكمبيوتر، مسلسل تلفزيوني كويتي من إنتاج التلفزيون القطري، إنتج وعرض عام 1985 قام بكتبته صلاح المعداوي وإخرجه حمدي فريد.

## القصة
تدور أحداث القصة حول "غافل" (غانم الصالح) وتعدد زواجه عن طريق الكمبيوتر، وفي كل مرة يفشل هذا الزواج ويبدأ بالبحث عن زوجة جديدة بالكمبيوتر عن طريق ابن عمه (علي المفيدي) صاحب مؤسسة الزواج بالكمبيوتر تنبأ المسلسل بإمكانية الكمبيوتر التواصل بين الآخرين على الرغم أن امكانياته كانت محدودة وبسيطة حتى ان الإنترنت لم يكن موجود في الكويت ولكن أصبح لاحقا حقيقة.

## المشاركون
| الممثل          |
| --------------- |
| غانم الصالح     |
| حياة الفهد      |
| علي المفيدي     |
| هند كامل        |
| أسمهان توفيق    |
| محمد جابر       |
| سمير القلاف     |
| خليل إسماعيل    |
| أمل عباس        |
| عبير الجندي     |
| جاسم الصالح     |
| كمال السيد      |
| عبد الله غلوم   |
| فيصل المسفر     |
| عالية احمد      |
| سليمان العسعوسي |
| فالح فايز       |